# Генрі Ілес Дрессер
Генрі Ілес Дрессер (англ. Henry Eeles Dresser; 9 травня 1838 — 28 листопада 1915) — англійський бізнесмен та орнітолог.

## Ранні роки
Генрі Дрессер народився в місті Тірск у графстві Йоркшир на півночі Англії. Його батько був менеджером банку, заснованого його дідом. Батько Дрессера залишив Тірск у 1840—1841 роках, щоб стати менеджером банку в Лідсі, а потім переїхав на південь, щоб відкрити бізнес комісійного торговця у Балтійському лісовому бізнесі в Лондоні у 1846 році. Генрі Дрессер-старший мав справу зі своїм тестем, Роберт Гарбутт з Халла, який торгував з Хекменом і Ко з Виборга на півдні Фінляндії. У 1848 році Генрі Дрессер-старший придбав велику лісопильну компанію Lancaster Mills поблизу Масквоша в Нью-Брансвіку.
Батько хотів, щоб Генрі Дрессер продовжив сімейний бізнес. Тому він відправив сина до Аренсбурга (Німеччина) в 1852 році, щоб той вивчив німецьку мову, а в 1854 році у Євле та Уппсалу, щоб вивчити шведську мову. Генрі Дрессер у 1856—1858 роках працював у офісі у Виборзі, вивчаючи фінську мову. Впродовж цього часу він подорожував узбережжям Балтійського моря. Дрессер все життя цікавився птахами і збирав пташині шкури та яйця з раннього підліткового віку. Перебуваючи у Фінляндії, він виявив гніздування омелюхів і був першим англійцем, який зібрав їхні яйця.

## Мандрівки
У 1860-х років Дрессер багато подорожував Європою і двічі був у Нью-Брансвіку на лісопильні свого батька. Він шукав орнітологів, з якими міг обмінятися птахами та яйцями. Він відвідав, наприклад, Гельголанд, де зустрічався з Генріха Ґетке.
У 1863 році, під час Громадянської війни в США, він поїхав до Техасу від імені ліверпульських і манчестерських бізнесменів, взявши вантаж ковдр, хініну та інших товарів і купив на вторговані кошти бавовну-сирець. Під час перебування в Техасі з червня 1863 по липень 1864 року Дрессер зібрав близько 400 шкур птахів. Його нотатки з часів, проведених у Техасі, опубліковані в журналі The Ibis у 1865–66 роках.

## Вклад до орнітології
Дрессер був провідною фігурою в орнітологічних колах: він був обраний членом Британської спілки орнітологів у 1865 році та працював її секретарем з 1882 по 1888 рік. Він був членом Ліннеївського і Зоологічного товариств Лондона та почесним членом Американської спілки орнітологів. Він був близьким другом професора Альфреда Ньютона, Томаса Літтлтона Повіса та Альфреда Рассела Воллеса. Він брав активну участь у першому Товаристві захисту птахів (яке перетворилося на Королівське товариство охорони птахів).
Дрессер автор понад 100 наукових робіт про птахів, переважно про географічне поширення, описав нові види й уперше проілюстрував яйця багатьох видів. Його «Довідник палеарктичних птахів» (1902) був важливим внеском у розмежування ареалів палеарктичних птахів. Дрессер підготував деякі з останніх фоліантів про птахів, зокрема «Історію птахів Європи» (1871—1881, додаток виданий у 1895–96), розпочату Річардом Боудлером Шарпом. Роботу було доповнено «Яйцями птахів Європи» (опубліковано 1905—1910) і монографіями про бджолоїдок (1884–86) і сиворакш (1893). Вони базувалися на дослідженні провідних колекцій того часу, та його власних.
Через погіршення здоров'я Дрессер залишив Англію і переїхав до Канн. Він помер у Монте-Карло 28 листопада 1915 року. Його колекція птахів та яєць зберігається в Манчестерському музеї. Музей також містить частину листування та щоденників Дрессера.

## Деякі публікації
- Dresser, Henry Eeles (1871–1896). A History of the Birds of Europe, Including All the Species Inhabiting the Western Palaearctic Region. Т. 1—9. London: self-published. Issued in 84 parts. Richard Bowdler Sharpe was an author on the first 17 parts.[8]
- Dresser, Henry Eeles (1884–1886). A Monograph of the Meropidae, or Family of the Bee-eaters. London: self-published.
- Dresser, Henry Eeles (1893). A Monograph of the Coraciidae, or Family of the Rollers. Kent, England: self-published.
- Dresser, Henry Eeles (1902–1903). A Manual of Palaearctic Birds. Т. 1—2. London: self-published. Volume 1, Volume 2
- Dresser, Henry Eeles (1910). Eggs of the Birds of Europe, Including All the Species Inhabiting the Western Palaearctic Region. Т. 1—2. London: self-published. Volume 1 Text, Volume 2 Plates (issued in 24 parts beginning in 1905)